# La Fayette (Alabama)
La Fayette è un comune degli Stati Uniti d'America situato nella contea di Chambers dello Stato dell'Alabama.